# Scilla morrisii
 (juillet 2012).
Si vous disposez d'ouvrages ou d'articles de référence ou si vous connaissez des sites web de qualité traitant du thème abordé ici, merci de compléter l'article en donnant les références utiles à sa vérifiabilité et en les liant à la section « Notes et références ».
Espèce
Statut de conservation UICN

 EN  : En danger
La Scille de Chypre, Scilla morrisii, est une espèce de plantes  de la famille des Hyacinthaceae, elle fait partie du top 50 des espèces gravement menacées. C’est une espèce endémique de l’île de Chypre : on la trouve uniquement dans le nord-ouest de Chypre sur trois sites. Elle pousse à une altitude de 250 à 900 m, sur un terrain humide, ombragé, dans les crevasses, souvent sous de vieux chênes et arbustes. 
C'est une plante vivace qui ressemble à un petit oignon (bulbe), elle dispose de 3 à 6 feuilles épaisses et linéaires qui peuvent atteindre 70 cm de long et 0.5 à 1.5 cm de large. Chacune de ses tiges portent 1 à 4 fleurs réunis en grappes lâches. Les fleurs sont de couleur lilas ou bleu, teintée d'un blanc laiteux. Sa floraison dure de mars à avril. Toutes les espèces de scille ont des propriétés toxiques, elles entrainent de graves troubles digestifs.
Aujourd'hui[Quand ?], moins de 600 individus de cette espèce sont connus, couvrant une superficie de moins de 2 km². Sa survie dépend de la conservation des forêts de chênes restants.
Cette espèce est protégée par la convention de Berne. L'adhésion à l'U.E a clairement eu un effet positif sur sa protection. Les deux sites où cette espèce se trouve sont classés zone de protection spéciale.
Un petit nombre de graines ont été récoltées dans la nature et stockées dans la banque de semences du Département botanique à l'Université d'Athènes.